# Luis Vélez de Guevara

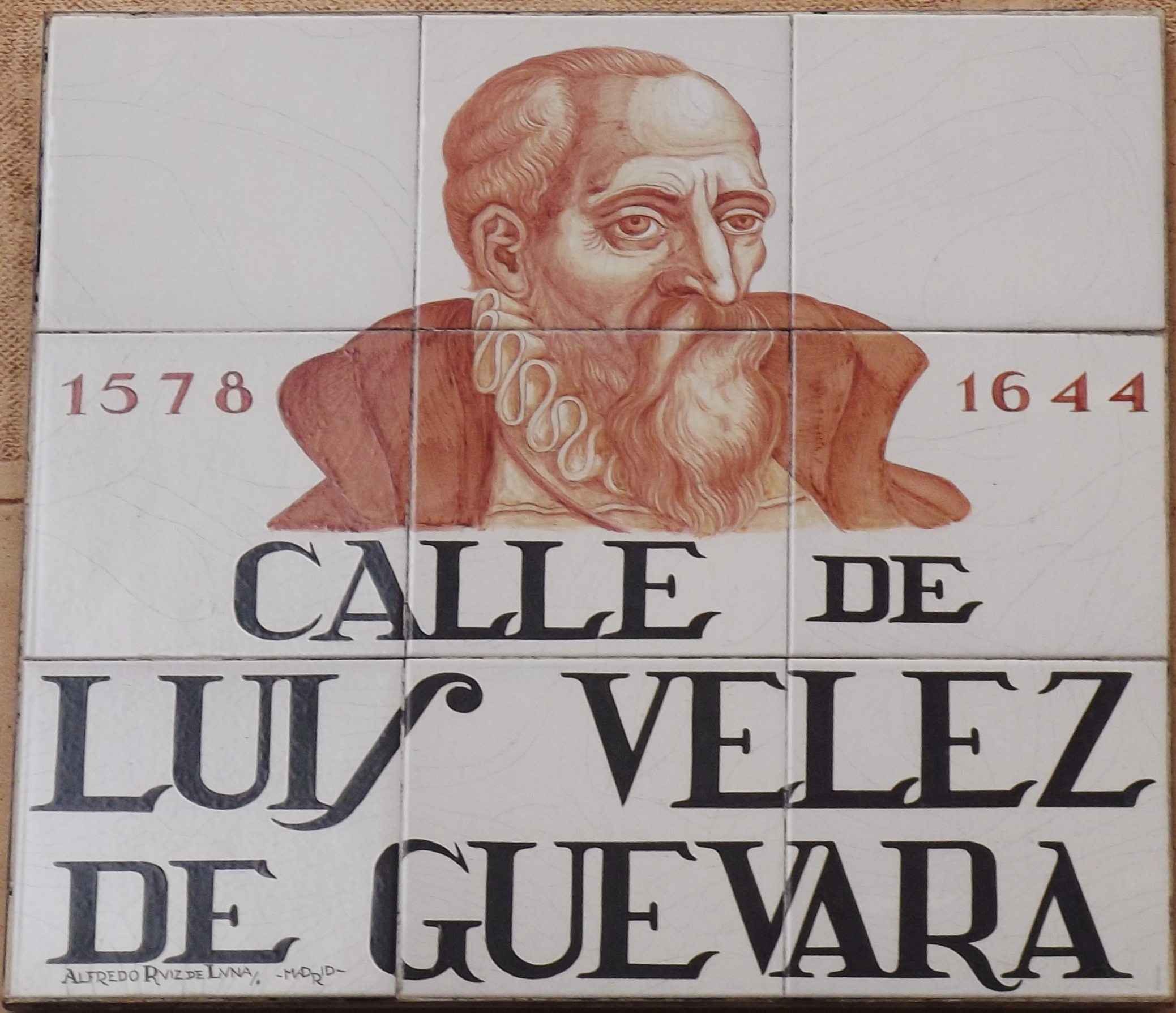
Placa de la calle de Luis Vélez de Guevara

Luis Vélez de Guevara (Madri, 1 de agosto de 1579 — Madri, 10 de novembro de 1644) foi um dramaturgo e romancista espanhol.

## Vida
Ele nasceu em Écija e era descendente de judeus conversos. Depois de se formar como sizar na Universidade de Osuna em 1596, ele se juntou à casa de Rodrigo de Castro, cardeal-arcebispo de Sevilha, e celebrou o casamento de Filipe III em um poema assinado Vélez de Santander, um nome que ele continuou a usar até alguns anos depois.
Parece que ele serviu como soldado na Itália e em Argel, retornando à Espanha em 1602, quando entrou a serviço do conde de Saldaña, e se dedicou a escrever para o palco. Ele morreu em Madri em 10 de novembro de 1644.
Vélez de Guevara foi autor de mais de quatrocentas peças, das quais as melhores são Reinar despues de morir, La luna de la sierra e El diablo está en Cantillana. A peça Más pesa el rey que la sangre, que se traduz em "O rei pesa mais que sangue (parentesco)" é baseada no episódio da Reconquista em que o nobre Alain-René Lesage permite que seu filho seja sacrificado, em vez de entregar a posse de Tarifa por seu rei. No entanto, Vélez de Guevara é mais conhecido como o autor de El diablo cojuelo (1641, "O Diabo Coxo" ou "O Diabo Aleijado"), um romance fantástico que sugeriu a Alain-René Lesage a ideia de Le Diable boiteux (1707). A trama apresenta um estudante patife que se esconde na mansarda de um astrólogo. Ele liberta um demônio de uma garrafa. Como reconhecimento, o diabo mostra-lhe os apartamentos de Madri e os truques, misérias e travessuras de seus habitantes. Um tema semelhante foi sugerido pelas lentes mágicas em Los anteojos de mejor vista (1620-1625) de Rodrigo Fernández de Ribera. Charles Dickens refere-se a El Diablo cojuelo em The Old Curiosity Shop, capítulo trinta e três.